# Heterodactylus
Genre
Heterodactylus est un genre de sauriens de la famille des Gymnophthalmidae.

## Répartition
Les trois espèces de ce genre sont endémiques du Brésil.

## Description
Ce sont des reptiles diurnes et ovipares assez petits, aux pattes petites voire atrophiées.

## Liste des espèces
Selon The Reptile Database (7 janvier 2016) :
- Heterodactylus imbricatus Spix, 1825
- Heterodactylus lundii Reinhardt & Lütken, 1862
- Heterodactylus septentrionalis Rodrigues, De Freitas & Silva, 2009

## Publication originale
- Spix, 1825 : Animalia nova sive species nova lacertarum quas in itinere per Brasiliam annis MDCCCXVII-MDCCCXX jussu et auspicius Maximiliani Josephi I Bavariae Regis suscepto collegit et descripsit Dr. J. B. de Spix, p. 1-26 (texte intégral).